# Сым

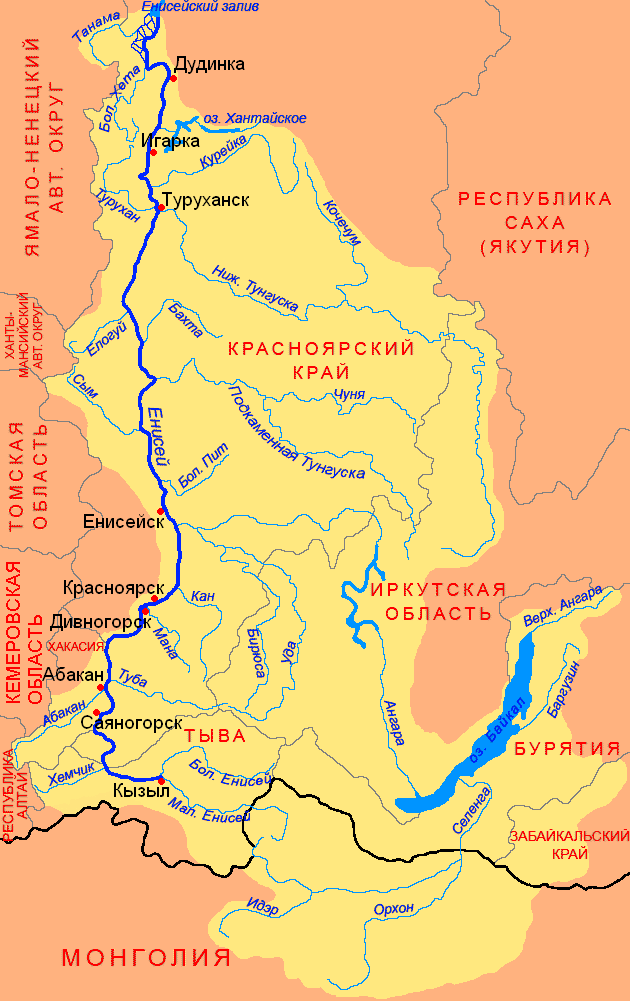
Бассейн Енисея

Сым (в верховье Правый Сым) — река в Красноярском крае России, левый приток Енисея.
Длина реки с Правым Сымом составляет 694 км, площадь бассейна — 31 600 км². Берёт начало и течёт среди болот восточной окраины Западно-Сибирской равнины. Питание — смешанное с преобладанием снегового. Река судоходна на 265 км от устья, замерзает в октябре — начале ноября, вскрывается в мае. Среднегодовой расход воды в 215 км от устья — 189 м³/с. На реке расположены сёла Сым и Майское.
| Средний расход воды (м³/с) реки Сым по месяцам с 1957 по 1996 гг. (замеры производились на гидрологическом посту в районе с. Сым, в 215 км от устья) |

## Притоки
- 56 км: Лунчес
- 74 км: Пшеничная
- 94 км: Кольчум (Большой Кольчум)
- 96 км: Озерная
- 102 км: Почема
- 111 км: Шехтум
- 116 км: Южный Лунчес
- 127 км: река без названия
- 158 км: Листвяжная
- 160 км: Кенельчес
- 168 км: река без названия
- 173 км: Начальная
- 180 км: Нерунда
- 181 км: Иштык
- 202 км: Кашилова (Кашиловская)
- 209 км: Дордон
- 218 км: Мал. Енкиё
- 223 км: Кубчес
- 241 км: река без названия
- 250 км: Оксым
- 253 км: Киденчес
- 266 км: Палбумчес
- 280 км: Сухая
- 284 км: река без названия
- 298 км: Ломотка
- 317 км: Чафам
- 321 км: Брусова
- 322 км: Ячендра
- 344 км: Энгельчес (Левый Энгельчес)
- 367 км: река без названия
- 375 км: Екандра
- 378 км: Догылдо
- 403 км: Момокту
- 406 км: Пурче
- 425 км: Нара
- 431 км: Рыбный
- 437 км: Мооча
- 452 км: Безымянный
- 461 км: Ирапчима
- 479 км: Пульванондра
- 491 км: Кукоча
- 495 км: Топка
- 505 км: Кулиндра
- 514 км: Чёпки
- 526 км: Унтугла
- 532 км: река без названия
- 534 км: Альсым
- 552 км: Теймесым
- 566 км: Сулемсым
- 576 км: Тунсым
- 596 км: река без названия
- 627 км: Малый Сым